# جيمس وارد (لاعب كرة قدم)
جيمس وارد (بالإنجليزية: James Ward)‏ (25 أبريل 1972 باسكتلندا في المملكة المتحدة - ) هو مدرب كرة قدم ولاعب كرة قدم بريطاني في مركز الوسط.

## وصلات خارجية
- جيمس وارد على موقع قاعدة بيانات كرة القدم.إي يو (الإنجليزية)